# هيرمان ويلوش
هيرمان ويلوش (بالنرويجية البوكمول: Herman Willoch)‏ هو رسام نرويجي، ولد في 27 يونيو 1892 في Alversund ‏ في النرويج، وتوفي في 11 فبراير 1968 في باروم في النرويج.